# Breguet 19
El Breguet 19 (también denominado como Breguet XIX, y/o abreviado Br.19 o Bre.19) fue un bombardero ligero y avión de reconocimiento, diseñado y construido por la compañía Société des Ateliers d’Aviation Louis Breguet. Fue diseñado como sucesor del eficaz avión de reconocimiento y bombardeo Breguet 14 que tan buenos resultados ofreció durante la I Guerra Mundial. 
En su momento, resultó ser más rápido que otros bombarderos e incluso que muchos cazas contemporáneos, lo que generó un interés generalizado que se incrementó aún más al ser utilizado en la consecución de importantes y numerosos vuelos récord, principalmente de distancia. Fue construido en grandes números para la Aeronautique Militaire francesa y para diversos servicios aéreos, además, de ser fabricado bajo licencia en Bélgica, España y Yugoslavia, donde sirvió de forma muy destacada durante casi, un cuarto de siglo.

## Historia y desarrollo

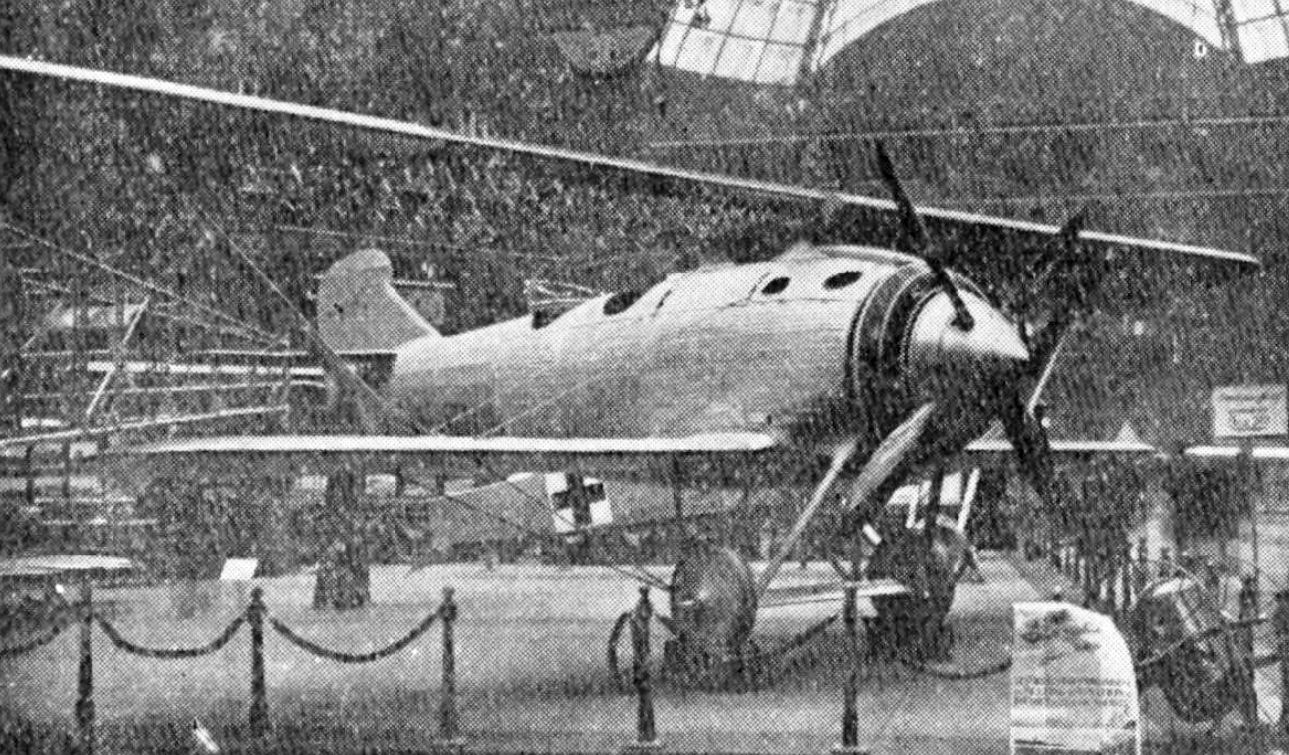
Prototipo Bre.19.01 con motor Bugatti U-16 exhibido en el Salon de l´Aéronautique, diciembre 1921

Diseñado en 1920 por el ingeniero jefe de la oficina de diseño de la firma Société des Ateliers d’Aviation Louis Breguet Marcel Vuillerme como sucesor del Breguet 14, el Breguet 19 fue proyectado como avión de reconocimiento (categoría A.2) y como bombardero biplaza diurno (categoría B.2). El prototipo Breguet 19.01 fue exhibido en Grand Palais de París con motivo del  7º Salon de l´Aéronautique de 1921, provisto de la planta motriz Bugatti U-16 de 370 kW (500 hp); un motor en U lineal de 16 cilindros; este motor consistía en dos motores Bugatti de ocho cilindros acoplados para impulsar una única hélice cuatripala. Sin embargo, problemas de desarrollo del motor hicieron que el prototipo fuera reequipado con el más convencional motor lineal Renault 12Kb de 340 kW (450 hp), y así propulsado, realizó su primer vuelo a los mandos del piloto jefe de pruebas de la compañía Robert Thiery en marzo de 1922.
Le siguieron once aviones de preproducción par su evaluación, que a lo largo de un extenso programa de pruebas, fueron equipados con diferentes motores. En 1923 comenzó su producción en serie, y en 1927 se habían entregado a la Aeronautique Militaire francesa unos 2000 aparatos - divididos en dos partes casi iguales  entre versiones de reconocimiento y bombardeo.

## Diseño
El Breguet 19 era un sesquiplano en el que el plano inferior era sustancialmente más pequeño que el superior. La firma Breguet hizo un uso extensivo del duraluminio como material de construcción, en lugar de acero o madera, lo que resultó en una estructura inusualmente liviana para su tamaño. El fuselaje tenía una sección transversal elipsoide y estaba construido a partir de un enrejado de tubos de duraluminio. La sección delantera del fuselaje se cubrió con láminas de dural mientras que el resto estaba revestido con tela de lino barnizada. Los planos, de envergaduras desiguales estaban construidos con base en dos largueros mecanizados de dural, costillas de madera y revestimiento textil, estando sustentados sobre el fuselaje por medio de un par de montantes de perfil aerodinámico y arriostrado al plano inferior, más pequeño y sin decalaje por medio de un montantes interplanos en doble Y en cada costado. La cola, tenía timones de profundidad compensados, y de estructura en dural revestida en tela. El tren de aterrizaje fijo era convencional de tipo simple de eje cruzado, con patas arriostradas y patín de cola. La tripulación de dos, piloto y observador/artillero bombardero, se acomodaban en tándem en cabinas abiertas.
En ellos, dependiendo de las diversas servicios aéreos que lo utilizaron y disponibilidad se instaló una amplia variedad de tipos de motores, en su mayoría motores en línea V12 o W12 refrigerados por agua, aunque también le fueron instalados motores radiales.
- Bugatti U-16 - 370 kW (500 hp) -  Bre.19.01 y Bre.23
- Elizalde A-4 - 340 kW (450 Hp) - Breguet.19 Aeronautica Militar española
- Farman 12We - 370 kW (500 hp) - Bre.19
- Gnome et Rhône 9Ab Jupiter - 310 kW (420 hp) - Bre.19 para Yugoslavia
- Gnome et Rhône 9Ac - 310 kW (420 hp) - Bre.19.4
- Gnome et Rhône 14Kbrs - 520 kW (700 hp) - Bre.19.8
- Hispano-Suiza 12Ha - 340 kW (450 hp) - Bre.19
- Hispano-Suiza 12Hb - 434 kW (590 hp) - Bre.19.6, Bre.19 B.2 y Bre.19 CN.2
- Hispano-Suiza 12Lb - 463 kW (630 hp) - Bre.19ter, Br. 19 TR Bidón
- Hispano-Suiza 12Nb - 560 kW (750 hp) - Bre.19.7, Bre.19 Super Bidon
- Hispano-Suiza 12Ybrs - 640 kW (860 hp) - Bre.19.9
- Renault 12Kb - 340 kW (450 hp) - Bre.19 A.2 /Breguet 19 TR Bidón
- Renault 12Kd - 410 kW (550 hp) - Bre.19 GR
- Liberty L-12 - 340 kW (450 hp) - Bre.19bis
- Lorraine 12Da - 280 kW (370 hp) - Bre.19
- Lorraine 12Db - 300 kW (400 hp) - Bre.19 A.2 / B.2
- Lorraine 12Eb Courlis - 340 kW (450 hp) - Bre.19 A.2 / B.2
- Lorraine 12Ed W12 con engranaje reductor - Bre.19
- Lorraine-Dietrich 12Hfrs Pétrel - 540 kW (720 hp) - Bre.19.10
- Salmson 183AB - 410 kW (550 hp) - Bre.19.3

El piloto operó una ametralladora Vickers fija cal. 7,7 mm (.303 British) con un engranaje interruptor , mientras que el observador tenía ametralladoras gemelas Lewis cal 7,7 mm  en un montaje de anillo Scarff; contaba con una cuarta ametralladora, que el observador podía disparar hacia abajo a través de una abertura en el suelo. La variante de caza nocturno Br.19CN.2 estaba equipada con dos ametralladoras fijas de disparo hacia adelante. La variante de bombardeo podría transportar hasta 472 kg de bombas debajo del fuselaje, o bombas pequeñas de hasta 50 kg alojadas verticalmente en una bahía de bombas interna. La variante de reconocimiento podría transportar doce bombas de 10 kg y tenía un montaje de cámara, que era opcional en la variante de bombardero. Todas las variantes estaban equipadas con radio.

## Historial operativo

### Francia
Después de las pruebas preliminares en junio de 1922, se solicitan 150 unidades, once aviones de preproducción con el fuselaje alargado en
60 cm se construyen en Breguet y se entregan al Service technique de l'aéronautique (STAé) con diferentes motores, para perder el menor tiempo posible en las evaluaciones. Las pruebas oficiales tuvieron lugar en agosto de 1922 y fueron seguidas por un pedido de 112 máquinas tipo A.2 y luego 150 de tipo B.2 en 1923 por la Aéronautique Militaire francesa que operó sus primeros Breguet 19 variante A.2 a partir del otoño de 1924 equipando cuatro Régiments d´Aviation y la B.2 a partir de junio de 1926 equipando al 11.º Régiment d´Aviation de Bombardement y posteriormente entraron en servicio las versiones C.2 y CN.2. Los Bre.19 fabricados en Francia estaban equipados con motores lineales de 12 cilindros refrigerados por líquido, en algunos casos Renault 12K y en otros Lorraine 12D y 12E.
A finales de los años 20 y comienzos de los años 30, numerosos Breguet 19 se encontraban en servicio en la Aéronautique Militaire como aparato de combate principal. Equipó en las a unidades comprometidas en operaciones contra las tribus drusas rebeldes en su Mandato de Siria y los insurgentes del Rif en Marruecos.; constituyendo también, la columna vertebral en la metrópoli de sus unidades de bombardeo diurno y reconocimiento Sin embargo acabó por dar muestras de obsolescencia, comenzando a ser retirados a comienzos de los años 30. A principios de 1933, sólo 230 Bre.19 A.2 20 B.2 y 40 cazas nocturnos Bre.19 CN.2 prestaban aún servicio en unidades de primera línea siendo retirado el último Br.19 CN.2 en 1935. Siendo relegado a unidades de la reserva y de entrenamiento. Hasta 1938 todavía se encontraban prestando servicio con la Armee de l´Air (sucesora de la Aéronautique Militaire en las colonias del Levante y Norte de África.

### Bélgica
Por la época en que en España se decidía la construcción bajo licencia, en 1924, se encargaron seis Bre. 19 B.2 como aviones de evaluación y muestra. Las pruebas de varias plantas motrices llevaron a la elección del motor lineal V12 Hispano-Suiza 12Ha, pero cuando la Societé Anonyme Belge de Constructions Aéronautiques - SABCA inició la producción del modelo,éste recibió indistintamente el Hispano-Suiza o el motor en W Lorraine 12Eb. Los ejemplares producidos por SABCA comenzaron a ser servidos a la Aviation Militaire belga en 1927, equipando en principio al 1.º Régiment d´Aéonautique y al 2.º Groupe de Bombardement hasta ser reemplazados por los Fairey Fox a partir de 1932. La producción en Bélgica ascendió a 146 ejemplares.

### España
En 1923 el primer prototipo Bre.19.01 fue exhibido en una competición internacional organizada por el Ministerio de la Guerra español; su presentación en España causó tal impresión que se solicitó y negoció la compra de la licencia de fabricación. Para ello fue elegida la compañía Construcciones Aeronáuticas S.A. - CASA. Los tres primeros modelos importados fueron, en un principio utilizados como patrones para su construcción bajo licencia; no obstante, la fabricación del modelo se demoró hasta la conclusión de las obras de la nueva factoría CASA en Getafe. En un principio, además de los tres aviones se suministraron juegos de componentes para el montaje de 26 ejemplares; excepto uno, propulsado por un motor lineal V12 Hispano-Suiza 12Hb, de 370 kW (500 hp) de potencia al resto se les equipó con el motor en W lineal Lorraine 12Eb Courlis de 336 kW (450 hp), que pronto fue producido en España por la compañía Elizalde bajo la denominación A-4.
El reinicio de las operaciones contra las cabilas rifeñas rebeldes del Rif, una zona de Protectorado español de Marruecos , aconsejaron la adquisición directa a la firma Breguet de 16 aparatos, que fueron rápidamente encuadrados en la Aeronáutica Militar española, participando en septiembre de 1925 en el primer asalto aeronaval de la historia, el Desembarco de Alhucemas. En el mismo año, se completó el primer lote de 77 ejemplares con licencia - 50 con motores Hispano-Suiza 12Hb importados y el resto con los Elizalde A-4. Le siguió otro contrato en 1929 por 80 aviones y en 1931 por 20 más; todos ellos con motor A-4, concluyendo su montaje en 1935.
El Breguet 19 constituyó el avión básico con el que estuvieron equipadas las unidades españolas de bombardeo y reconocimiento hasta el comienzo de la guerra civil española. En julio de 1936 135 aparatos se hallaban aún en relativo buen estado, aunque obsoletos, quedando aproximadamente la mitad en manos de las Fuerzas Aéreas de la República Española. Se mostraron especialmente activos en misiones de bombardeo contra tropas y objetivos terrestres, así como en misiones de patrulla costera al comienzo de la guerra especialmente, los aparatos que se mantuvieron leales al gobierno.  
Los sublevados, además de los aparatos que habían capturado al inicio de la guerra, también compraron 20 unidades reacondicionadas a Polonia. Sin embargo, el Breguet 19 pronto quedó en desventaja ante la llegada de cazas modernos y empezó a sufrir graves pérdidas, por lo que a partir de 1937 comenzó a ser retirado de las operaciones en primera línea. En las primeras semanas de la contienda los republicanos perdieron 28 aparatos frente a los diez que la Aviación Nacional perdió (incluidos también los aparatos que desertaron a otro bando). Los republicanos trasladaron algunas escuadrillas al Frente de Aragón, donde pudieron operar en el bombardeo de objetivos enemigos sin encontrar una seria oposición hasta la llegada de los cazas alemanes (Heinkel 51) e italianos (Fiat CR.32).
El armamento usual de los Bre.19 españoles consistía en 440 kg de bombas, compuestos generalmente de ingenios Hispania A-1 de 10 kg, y una ametralladora Vickers K en un montaje de anillo Scarff trasero. Estas ametralladoras adquiridas en el Reino Unido en 1935, tenían una cadencia de tiro de 950/1200 d.p. m. y una velocidad inicial de 750 m/seg, por lo que eran absolutamente inadecuadas como defensa frente a los cazas utilizados durante la guerra, incluso los más antiguos. Los últimos aparatos fueron empleados como aviones de entrenamiento hasta 1940.
Raids a Sudamérica, los Breguet 19 Bidón y Super Bidón
El segundo Bre. Bidón construido por Construcciones Aeronáuticas S.A. - CASA bautizado con el nombre de Jesús del Gran Poder y tripulado por los capitanes Ignacio Jiménez y Francisco Iglesias fue utilizado en un intento de batir el entonces vigente récord mundial de distancia. El Bidón despegó del aeródromo de Sevilla el 24 de marzo de 1929 y arribó a Salvador (Bahía), Brasil, tras 43 horas 50 minutos de vuelo, habiendo cubierto 6746 km, lo que los situó en la segunda posición en la lista de vuelos de larga distancia. Este aparato se conserva en la actualidad en el Museo de Aeronáutica y Astronáutica en el Aeropuerto de Madrid-Cuatro Vientos.
El 10 de junio de 1933 el Bre. Super Bidón español Cuatro Vientos despegó desde el aeródromo de Sevilla tripulado por el capitán Mariano Barberán y el teniente Joaquín Collar y aterrizó en Camagüey, Cuba, tras 40 horas de vuelo con una distancia de 6300 km. Sin embargo, el avión español, se perdió sin dejar rastro hasta el día de hoy en la segunda parte del trayecto entre La Habana  y México.

### Polonia
El interés polaco en crear una potente fuerza aérea, dio como resultado a continuación de las gestiones de una misión comercial polaca que el general de brigada Wlodzimierz Zagórski, Jefe del Departamento de Producción Militar del ejército autorizará el primero de los muchos pedidos polacos de Bre.19; en julio de 1925, el propio Zagórski mandó una formación mixta de Bre.19 y Potez 25 en su vuelo de traslado desde Francia a Polonia. En total la Lotnictwo Wojskowe polaca recibió 250 Bre.19 A.2 y B.2 entre 1925 y 1930, incluidos veinte ejemplares de una versión de largo alcance.
Los Bre. 19 polacos sirvieron en diferentes regimientos, comenzando a ser retirados de las unidades de combate en 1932-1937 y siendo asignados a unidades de entrenamiento hasta 1939; sin embargo, ello no fue obstáculo para que, a principios de la guerra civil española, veinte unidades fueran suministradas a las fuerzas nacionalistas. Se cree que ningún aparato llegó a operar contra el ejército alemán durante la Invasión de Polonia, siendo la mayoría destruidos en tierra.
Un Bre.19 A.2 polaco, tripulado por el coronel Ludomił Rayski y el sargento Leonard Kubiak, voló 7500 km en un circuito sobre el Mediterráneo entre el 16 y el 22 de septiembre de 1925. Otro Bre.19 pilotado por el capitán Bolesław Orliński voló un total de 23 000 km desde Varsovia a Tokio.

### Yugoslavia
En 1923 los altos mandos de la aviación militar yugoslava se interesaron por el Breguet 19; el prototipo Bre.19.02 fue enviado a Yugoslavia para ser sometido a evaluaciones. Como resultado, la Real Fuerza Aérea Yugoslava solicitó 100 Bre.19 A.2 y B.2 en 1924, propulsados por motores Lorraine 12Db y Lorraine 12Eb respectivamente y, tres años después adquirió la licencia para fabricarlos en la nueva factoría estatal de Kraljevo. La primera partida de 85 aviones fue ensamblada a partir de componentes franceses, y más tarde otros 215 aparatos fueron construidos enteramente nuevos. Los primeros 150 aeroplanos construidos en el país entraron en servicio propulsados por motores lineales Lorraine, mientras que los siguientes 150 lo hicieron equipados con motores V12 Hispano-Suiza 12Hb de 434 kW o 12Lb de 463 kW (630 hp) y los 100 últimos con motores radiales Gnome et Rhône Jupiter 9Ab de 313 kW. Desde 1932 la variante Br.19.7 fue la fabricada y los últimos 50 aparatos producidos en Yugoslavia, que carecían de motores, fueron completados entre 1935-1937 como Bre.19.8, equipados con motores radiales Wright R-1820 de 582 kW. Algunos de estos aparatos intervinieron en combate durante la Invasión alemana de Yugoslavia en 1941.
Tras la capitulación de Yugoslavia, los alemanes capturaron numerosos Br.19 operativos y entre 46 y 50 fueron entregaron a la Fuerza Aérea del Estado Independiente de Croacia del nuevo Estado Independiente de Croacia que fueron empleados empleados hasta 1943 en misiones contra los partisanos yugoslavos. Un Br.19 croata desertor y entregado a los partidarios de Josip Broz Tito fue utilizado entre junio y julio de 1942, hasta que fue derribado. Otros dos, capturados por las fuerzas del nuevo gobierno comunista en abril de 1945, fueron utilizados a su vez para perseguir a los ustasha croatas en retirada hacia Eslovenia.

### Otros usuarios
Turquía y Grecia
Otros usuarios del Breguet 19 fueron Turquía y Grecia. El primer país adquirió veinte Bre.19 B.2 con motores Lorraine 12Eb de 340 kW (450 hp) que fueron asignados al 1.er Regimiento Aéreo. Posteriormente se compraron otros cincuenta Bre.19.7 construidos en Yugoslavia en 1932. Algunos de estos aparatos fueron empleados en 1937-1938 en misiones de bombardeo, reconocimiento y hostigamiento durante el levantamiento de las tribus Zaza en el Kurdistán, llamado la Rebelión Dersim. Se da la curiosa circunstancia de que, entre los pilotos estaba la hija adoptiva de Kemal Atatürk , Sabiha Gökçen, la primera mujer piloto de combate. 
Se sirvieron 30 Bre.19 A.2 y B.2 a la Polemikí Aeroporía (Aviación militar) propulsados con Hispano-Suiza 12Hb de 434 kW (590 hp) que fueron sufragados por suscripción popular, estos aviones fueron encuadrados en el 1.er Regimiento Aéreo constituido en Tatoi, y en el 3.er Regimiento Aéreo con base en Salónica-Mikra. Al estallar la Guerra greco-italiana , 18 aparatos se encontraban operativos al estallar la guerra, con base en Perigiali, cerca de Corinto y en Larisa y Kozani. El 4 de noviembre de 1940, se envió un Breguet del 2.ª Mira en busca de la 3.ª División Alpina "Julia" atacante, ubicándola en un paso de montaña en la Cordillera del Pindo cerca de Metsovo. Tres Breguet más enviados para bombardear la división italiana, fueron a su vez atacados por tres cazas Fiat CR.42; un Breguet fue derribado, otro hizo un aterrizaje forzoso y el tercero regresó a la base, gravemente dañado.
Rumania
En 1926, Rumania realizó un pedido de 50 Bre.19A.2 y B.2 para modernizar sus fuerzas aéreas; en total se compraron 108 aparatos Bre.19, complementados por doce Bre.19.7. Estuvieron en servicio hasta 1938
Sudamérica
También algunos países de Sudamérica cursaron pedidos del Bre.19. La Aviación Militar argentina encargó 25 ejemplares Bre.19 A.2 y B.2 propulsados por motores Lorraine 12Eb de 340 kW (450 hp), de los que los primeros fueron entregados en 1926. Una docena de ellos basados en el aeródromo de El Palomar, jugaron un importante papel en el Golpe de Estado en Argentina de 1930.
Bolivia compró entre 1924 y 1929 17 Bre.19; algunos de ellos tomaron parte en operaciones durante la guerra del Chaco que enfrentó a este país con Paraguay.
Doce Bre.19 SA.2 y B.2 formaron el primer elemento de combate de la aviación venezolana cuando ésta fue fundada en 1928, año en el que Brasil compró cinco aparatos con motor Renault 12Kb. 
Lejano Oriente
China y Manchuria
Se indica en alguna fuente que, el gobierno central de la República de China compró cuatro Bre.19 en 1924, así como que el caudillo militar manchú Zhang Zuolin compró 70 aviones. Sin embargo, otra fuente indica que en ambos casos, se ordenaron pero, no fueron entregados y que el gobierno manchú adquirió un único Br.19 A.2 en 1926 y un Br.19.GR en 1929.
Japón
Se adquirieron los componentes de dos Bre. B.2 con vistas a una posible compra de la licencia de producción a cargo de la Compañía Aeronautica Nakajima. Un ejemplar fue completado con tren de ruedas y otro con flotadores, siendo este último evaluado por la Armada Imperial Japonesa; sin embargo la futura construcción del modelo no prosperó.
En 1925 el grupo periodístico Asahi Shimbun compró dos aviones Breguet 19, que fueron equiparon con tanques de combustible adicionales y nombrados Hatsukaze y Kochikaze despegaron del Yoyogi Parade Ground de Tokio el 25 de julio de 1925, en una ruta que los llevó por China y Siberia, visitando Moscú, Berlín, París, Londres y Bruselas, llegaron a Roma el 27 de octubre después de haber viajado más de 16000 km en poco menos de 111 horas de vuelo.

## Variantes
Breguet 19.01
Primer prototipo voló por primera vez en marzo de 1922 siendo comprado por el gobierno español
Breguet 19.02 a Br.19.02/11
Aviones de preproducción, cuyo fuselaje se alargó 60 cm. El Br.19.02 fue evaluado en Yugoslavia en 1923.
Bre.19 A.2 (Armée-biplace)
Biplaza reconocimiento
Breguet 19 B.2 (Bombardement-biplace)
Bombardero ligero biplaza. Estas dos primeras variantes fueron las más numerosas, y prácticamente idénticas. Utilizaron una variedad de motores, como los  Lorraine 12Db de 300 kW (400 hp), Lorraine 12Eb Courlis de 340 kW (450 hp), Renault 12K, Hispano-Suiza 12H y Farman 12We.
Bre.19 CN.2
Versión de caza nocturno casi idéntica a la variante de reconocimiento B.2 con dos ametralladoras adicionales de tiro frontal.
Br.19ter
Utilizando la experiencia con variantes de larga distancia, quizás con fines de exportación, este prototipo militar experimental de reconocimiento mejorada se desarrolló en 1928; fue equipado con un motor Hispano-Suiza 12Lb de 630 hp, puntas alares elípticas y superficies verticales de cola curvas. Quedó solo como prototipo con registro civil F-AIXP.
Bre.19.7
Cinco Breguet 19 yugoslavos fueron devueltos a la factoría Breguet en Velizy-Villacoublay para ser modificados; se les incorporó puntas alares elípticas y se incrementó la envergadura a 14,99 my la superficie alar a 49,28 m²; se le instalaron cuatro montantes adicionales de apoyo entre el fuselaje y el plano superior; los cinco aviones fueron reequipados con el motor Hispano-Suiza 12Nb de 560 kW (750 hp) y, devueltos a su propietario en 1930; cinco aviones similares fueron entregados a Rumanía; los diez aviones participaron en la competición de la Pequeña Entente para aviones militares, en los que los 19.7 yugoslavos tuvieron una actuación particularmente buena, 125 Breguet 19.7 yugoslavos entraron en producción en los talleres de Kraljevo, sin embargo, la escasez de motores Hispano-Suiza fue la causa de que en 1933 sólo se hubieran completado 75. Turquía realizó un pedido de 50 aparatos 19.7 entre 1932 y 1933, que representaron los últimos aparatos de la familia Breguet 19 construidos por la compañía matriz; la velocidad máxima horizontal que alcanzaban era de 242 km/h.
Bre.19.8
Un único Breguet 19.7 yugoslavo probado por Breguet con el motor radial Gnome et Rhône 14K de 690 hp; las pruebas realizadas en Yugoslavia determinaron su rechazo como posible planta motriz para las 50 células Bre.19.7 inacabadas, recayendo la decisión final en el motor radial Wright R-1820-F56 de 790 hp (590 kW), con hélice Hamilton, siendo el último de ellos así propulsados entregado en noviembre de 1937, la velocidad máxima fue de 279 km/h a 2500 m.
Bre.19.9
Un Breguet 19.7 remotorizado con un moteur canon Hispano-Suiza 12Ybrs de 860 hp en Yugoslavia.
Bre.19.10
Único prototipo desarrollado en Yugoslavia con un motor Lorraine-Dietrich 12Hfrs Petrel de 540 kW (720 hp).,
Bre.19 hidro
Dos ejemplares únicos de una versión con dos flotadores, uno construido por Breguet y otro, producto de una conversión temporal fue equipado con flotadores construidos por la Compañía Aeronáutica Nakajima para una competición de la Armada Imperial Japonesa.
Breguet 26T
Versión civil del Bre.19 con capacidad para 6 pasajeros aparecida en 1926; se construyeron 6 ejemplares
La compañía CASA fabricó dos aparatos de este modelo, uno en versión avión sanitario y el otro en versión comercial (Limousine) voló para la aerolínea CLASSA. Posteriormente voló también para LAPE. ya en 1936 este avión es requisado por la Aviación de la República.

## Los Breguet 19 Gran Raid y Bidón

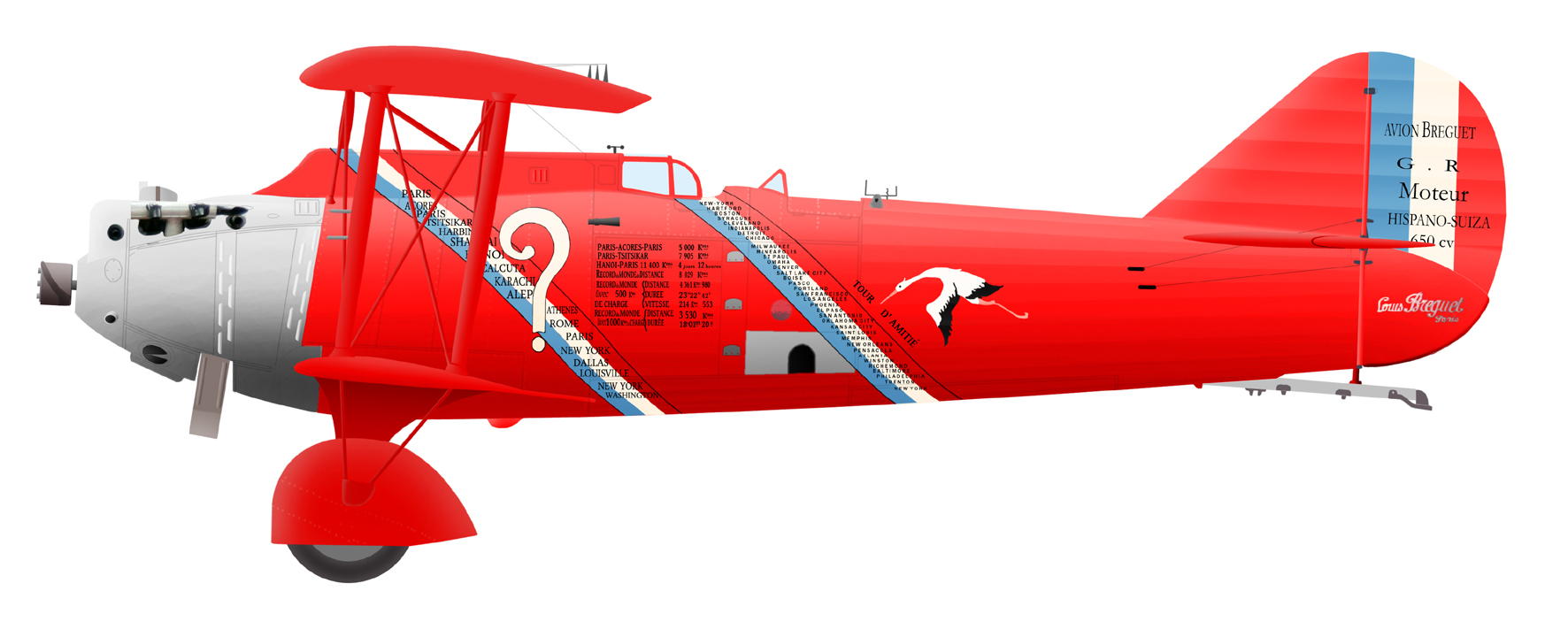
Breguet 19 Super Bidon Point d´Interrotation

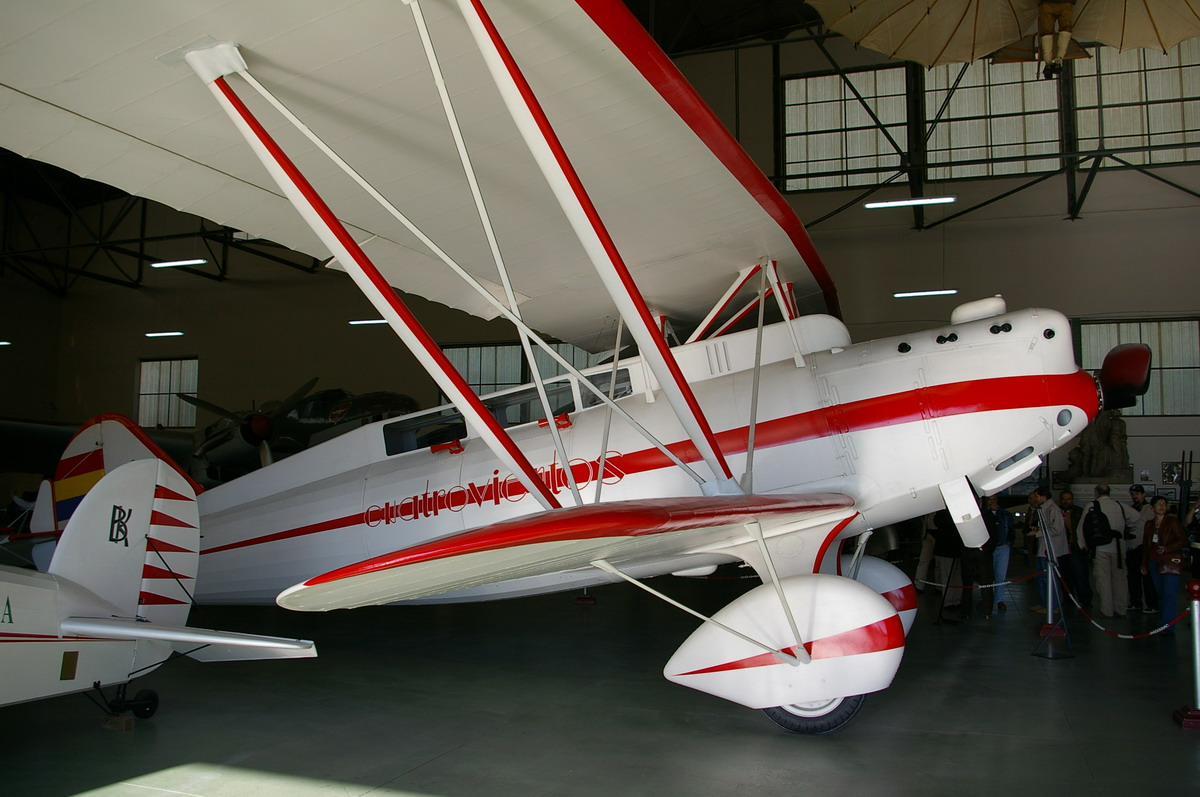
Replica del Breguet 19 Super Bidón Cuatro Vientos en el Museo del Aire, Madrid

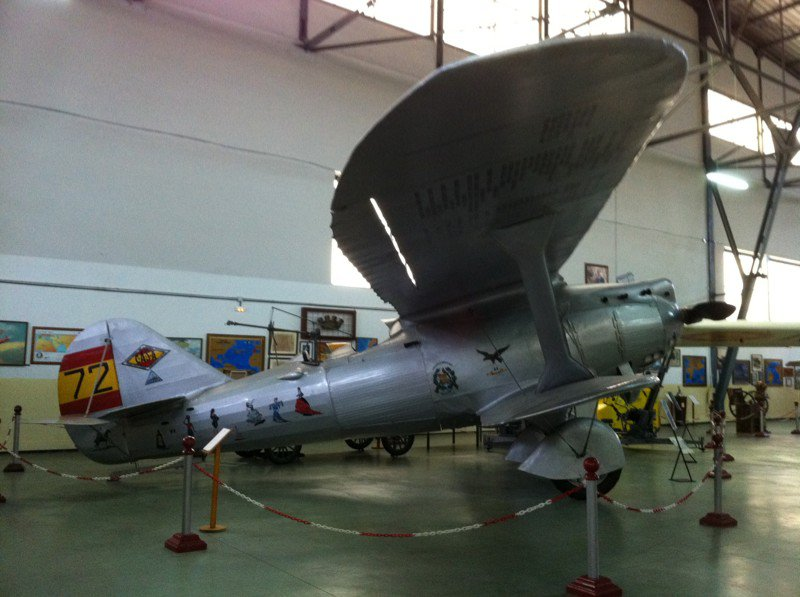
El Bre.19 TR Bidón Jesús del Gran Poder en el Museo del Aire. Base Aérea de Cuatro Vientos, Madrid

La compañía Breguet logró que los Breguet 19 se mantuvieran en primer plano durante los años veinte y comienzos de los treinta mediante el desarrollo de una serie de variantes de gran autonomía o 'Grand Raid'.
Breguet 19 No.3
Un primer ejemplar estándar propulsado por el motor lineal V12 Lorraine-Dietrich 12Db de 400 hp (300 kW). Pilotado por Pelletier d´Oisy y Bésin y con depósitos auxiliares de combustible añadidos a los contenedores para bombas voló de París a Shanghái en 1924
Breguet 19 G.R.
(Grand Raid) Una variante especialmente modificada para vuelos de larga distancia, después de que se hicieran los primeros intentos de largo alcance con el Bre.19 A.2 no.23 regular equipado con tanques de combustible adicionales. El primer Br.19 GR (n.º 64) tenía un tanque de combustible de aproximadamente 2000 l y consiguió el récord mundial de distancia en febrero de 1925 volando desde Estampes a Villa Cisneros , (Sahara Español) sobre una distancia de 3166 km.
Breguet 19 GR.3000 l
En 1926, se modificaron tres aviones adicionales a las especificaciones Breguet 19 GR de 3000 l. Se instalaron tanques de combustible de mayor tamaño en el fuselaje, con una capacidad total de entre 2900 y 3000 l. La cabina se movió ligeramente hacia atrás y la envergadura se incrementó a 14,83 m. Los tres aviones estaban equipados con diferentes motores; el primero estaba propulsado por un Hispano-Suiza 12Hb de 370 kW (500 hp), los otros dos tenían Renault 12K de 410 kW (550 hp) y Farman 12Wers de 390 kW (520 hp). En 1927, un avión recibió un nuevo Hispano 12Lb de 450 kW (600 hp), su capacidad de combustible se amplió a 3500 l y su envergadura se incrementó aún más en 1 m. Fue bautizado como Nungesser et Coli en honor a los dos aviadores desaparecidos en un intento de vuelo transatlántico en mayo de 1927; pilotado por Dieudonné Costes y Joseph Le Brix voló alrededor del mundo entre octubre de 1927 y abril de 1928 cubriendo unos 57000 km. Se construyó un quinto avión para Grecia llamado Hellas, con un Hispano 12Hb de 410 kW (550 hp). - Otros aviones Br.19 pueden haber recibido tanques de combustible adicionales para vuelos de larga distancia, pero estos no se llamaron oficialmente Br.19 GR. Algunas fuentes mencionan un Bre.19GR belga, tal vez una confusión con el Bre.19 TR de la misma nacionalidad -.
Breguet 19 TR Bidón
Construido en 1927 con varios refinamientos aerodinámicos y 3735 l de combustible en el fuselaje; con un tanque de combustible adicional en el ala, la capacidad total de combustible fue de 4125 l. Cinco fueron construidos por Breguet y dos por la empresa española Construcciones Aeronáuticas - CASA . Los tres aviones franceses estaban propulsados por motores Hispano-Suiza 12Lb de 463 kW (630 hp), Renault 12K de 410 kW (550 hp) y el último un Lorraine 12Eb de 340 kW (450 hp). El primer Bidon español se vendió a Bélgica, un Bidon francés con motor Renault se vendió a China después de un vuelo París-Beijing. y el segundo bautizado Jesús del Gran Poder,  voló desde Sevilla a Salvador Bahía, Brasil.
Breguet 19 Super Bidón
La última y más avanzada variante de larga distancia, construida en 1929 y diseñada para vuelos transatlánticos. El Super Bidon francés fue el tercer Bre.19 TR español, siendo nombrado Point d'Interrogation; tenían un fuselaje modificado, una envergadura de 18,3 m, una capacidad de combustible de 5370 l; estaba propulsado por un motor Hispano-Suiza 12Lb de 463 kW (630 hp), más tarde reemplazado por un Hispano-Suiza 12Nb de 560 kW (750 hp). Otro avión, con cabina cerrada, fue construido en España en 1933; bautizado como Cuatro Vientos, voló 7895 km de Sevilla a Camagüey, Cuba y desapareció por razones aún no conocidas cuando volaba sobre México. durante la segunda parte de su trayecto.
En total, se fabricaron más de 2000 Breguet 19 en Francia, y unos 700 fabricados bajo licencia en Bélgica por la Sociétés Anonyme Belge de Constructions Aéronautiques (SABCA) España, Construcciones Aeronáuticas S.A. (CASA) y la fábrica estatal de aviones yugoslava de Kraljevo.

## Operadores
Argentina
- La aviación del Ejército Argentino operó 25 aparatos A.2 y B.2 con motor Lorraine-Dietrich 12Eb.

 Bélgica
- Real Fuerza Aérea de Bélgica

 Bolivia
- Escuela Militar de Aviación
- 17 Bre.19 comprados entre 1924 y 1929; algunos empleados durante la guerra del Chaco contra Paraguay

 Brasil
- Força Aérea Brasileira operó 10 aviones

 China
- Fuerza Aérea de la República de China recibió 4 aviones

 Manchukuo
- El caudillo militar manchú Zhang Zuolin compró 70 aviones

 Estado Independiente de Croacia
- Fuerza Aérea del Estado Independiente de Croacia ZNDH operó 46 aparatos en misiones anti-partisanos

 España
- Aeronautica Militar
- Fuerzas Aéreas de la República Española
- Aviación Nacional

 Francia
- Aéronautique Militaire
- Marine Nationale

 Reino de Grecia
- Polemikí Aeroporía (Aviación militar)  30 Bre.19 A.2 y B.2

 Reino de Italia
- Regia Aeronautica 2 aparatos (A.2/B.2) para evaluación

 Imperio de Japón
- Un prototipo versión hidro fue evaluado por la Armada Imperial Japonesa
- Dos Br.19 A.2 comprados por el grupo periodístico Asahi Shimbun

 Irán
- Fuerza Aérea Imperial Iraní - operó dos aparatos

 Polonia
- Lotnictwo Wojskowe

 Reino Unido
- Royal Aircraft Establishment - ejemplares para evaluación

 Reino de Rumanía
- Real Fuerza Aérea Rumana
- Compró cincuenta Breguet 19 A.2 y B.2 en 1926, y luego otros 108 Br.19 B.2 y 5 Br.19.7 en 1930

 Turquía
- Fuerza Aérea Turca
- Veinte Br.19 B.2 y posteriormente otros cincuenta Br.19.7 en 1932

 Unión Soviética
- Fuerza Aérea Soviética - un ejemplar para evaluar

 Uruguay
- Fuerza Aérea Uruguaya

 Venezuela
- Fuerza Aérea Venezolana operó 12 A.2 y B.2

 Reino de Yugoslavia
- Real Fuerza Aérea Yugoslava

 República Democrática Federal de Yugoslavia
- Partisanos yugoslavos

## Especificaciones técnicas (Br 19 A.2)

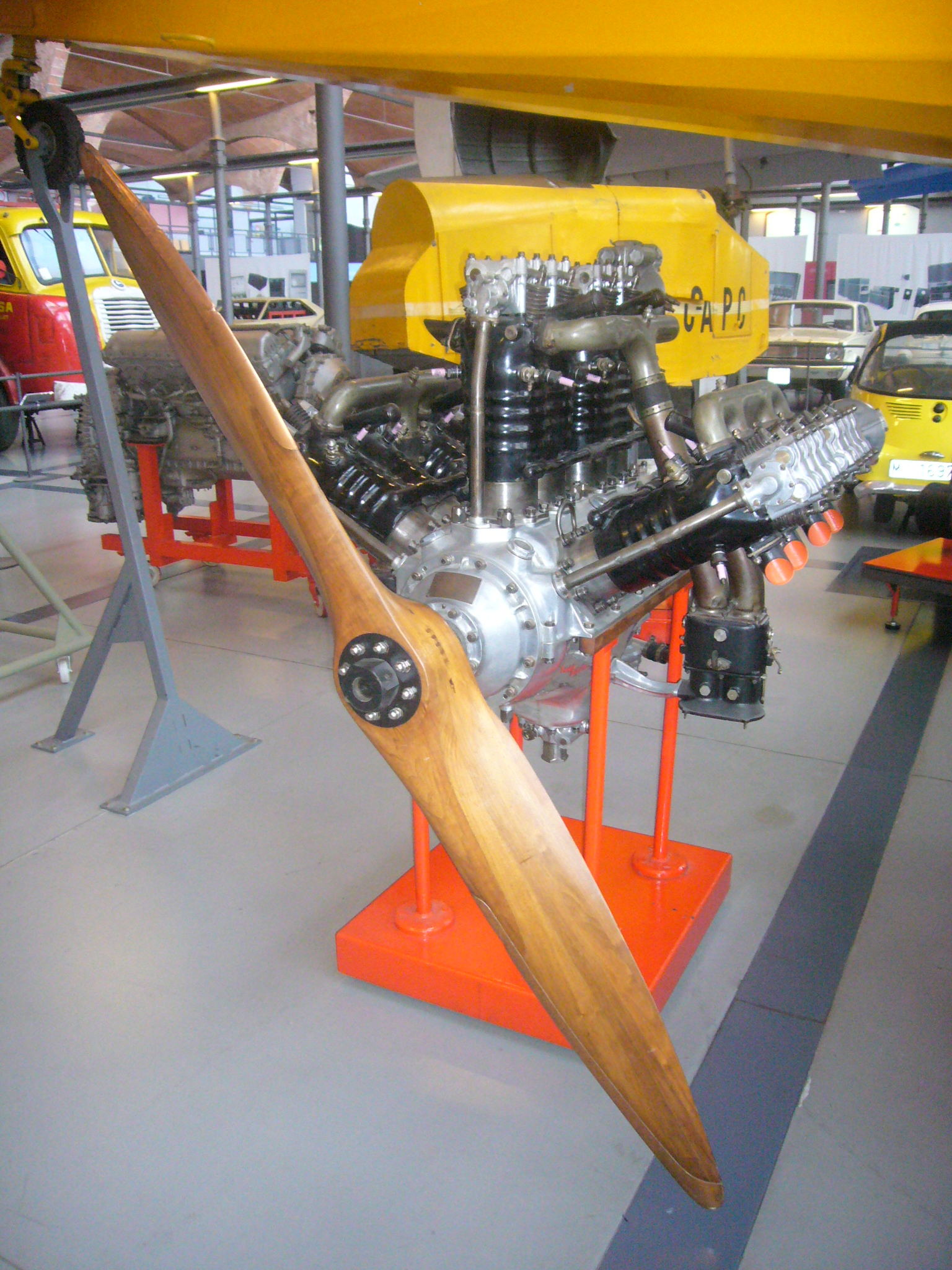
Motor Elizalde A (Lorraine 12Eb Courlis bajo licencia)

Referencia datos: Enciclopedia Ilustrada de la Aviación Vol.4 (1882), págs. 873-874, Edit. Delta. Barcelona ISBN 84-85822-48-X

### Características generales
- Tripulación: 2
- Longitud: 9,61 m
- Envergadura: 14,83 m
- Altura: 3,69 m
- Superficie alar: 50 m²
- Peso vacío: 1387 kg
- Peso máximo al despegue: 2500 kg
- Planta motriz: 1× lineal W12 Lorraine 12Ed Courlis.
  - Potencia: 336 kW (463 HP; 457 CV)
- Hélices: bipala madera de paso fijo

### Rendimiento
- Velocidad nunca excedida (Vne): 214 km/h al nivel del mar
- Alcance: 800 km
- Techo de vuelo: 7200 m

### Armamento
- Ametralladoras: Vickers cal. 7,7 mm de tiro frontal
 Dos Lewis cal. 7,7 mm en anillo Scarff
- Bombas: Carga de bombas ligeras (450 kg)